# Arthur Raikes
Arthur Edward Harington Raikes (5 de fevereiro de 1867 - 3 de março de 1915) foi um oficial do exército britânico. Em 1896, ele foi envolvido na Guerra Anglo-Zanzibari, causada pela sucessão de um sultão desfavorável aos britânicos, e liderou 900 Askaris pró-britânicos durante o bombardeio do palácio do Sultão.
Raikes serviu como Vizier de Zanzibar, de 1906 à 1908, e foi, em certo ponto, primeiro ministro do país. Ele se casou com Geraldine Arbuthnot em 16 de dezembro de 1899 com quem teria um filho. Ele morreu em 3 de março de 1915.